# جورج ويلر (لاعب كرة قاعدة أمريكي)
جورج ويلر (بالإنجليزية: George Wheeler)‏ هو لاعب كرة قاعدة أمريكي، ولد في 3 أغسطس 1869 في ميثيون في الولايات المتحدة، وتوفي في 23 مارس 1946 في سانتا آنا في الولايات المتحدة.

## وصلات خارجية
- جورج ويلر (لاعب كرة قاعدة أمريكي) على موقعبيزبول رفرنس.كوم (الدوري الرئيسي) (الإنجليزية)
- جورج ويلر (لاعب كرة قاعدة أمريكي) على موقعبيزبول رفرنس.كوم (الدوري الثانوي) (الإنجليزية)